# Germánico Pinto
Germánico Alfredo Pinto Troya war vom 8. Juni 2009 bis 20. April 2010 Minister für Erdöl und Bodenschätze Ecuadors. 
Germánico Pinto gehörte der Verfassunggebenden Versammlung Ecuadors 2007/08 an. In seiner Eigenschaft als ecuadorianischer Erdölminister war Pinto von Januar bis April 2010 Präsident der Ministerkonferenz der OPEC, der jeweils auf ein Jahr gewählt wird. Zuvor amtierte Pinto für die 154. wie auch die außerordentliche 155. Versammlung der OPEC 2009 als Stellvertreter seines Vorgängers in diesem Amt, des angolanischen Erdölministers José Maria Botelho de Vasconcelos. Da Germánico Pinto als ecuadorianischer Erdölminister am 21. April 2010 durch Wilson Pástor abgelöst wurde, wurde die außerordentliche 158. Versammlung der OPEC in Quito unter Pástors Leitung abgehalten. Nach Ecuador ging das Präsidium 2011 an den Iran, womit als Nachfolger von Pinto respektive Pástor zuerst der damalige iranische Erdölminister Masoud Mir Kazemi amtierte, der aber noch im gleichen Jahr von Rostam Ghasemi abgelöst wurde.
Im Juli 2010 übernahm Pinto die Leitung des städtischen Betriebs für öffentliche Arbeiten und Verkehr der Hauptstadt Quito.